# Léonce Garnier
Pour les articles homonymes, voir Garnier.
Léonce Garnier (Don Leoncio Garnier, de Calvache, au Pays basque espagnol), né le 28 mars 1881 à Beaumont (Yonne), et mort le 31 mars 1963 à Saint-Sébastien, est un ancien aviateur et pilote automobile ayant longtemps habité la province du Guipuscoa pour y tenir commerce.

## Biographie

### Aviateur

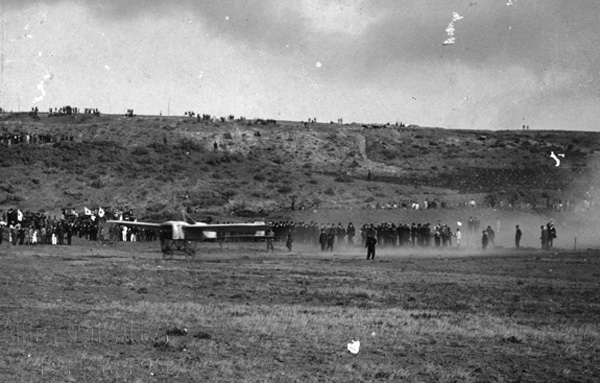
Léonce Garnier à Grande Canarie, en 1913.

Établi dans le négoce de vins et spiritueux avec des entrepôts au port de Pasaia, il est venu à Saint-Sébastien à la fin des années 1890 à cause du phylloxéra dans les vignes françaises pour commercer des vins d'Aragon, de La Rioja et de Navarre.
Également aviateur sur Blériot XI, il fonde à son compte en 1909 avec quatre appareils de ce type spécialement adaptés la première école civile d'aviation espagnole à l'Aéro Club du Guipuscoa (basé à Saint-Sébastien), au Campo de Lakua à Vitoria-Gasteiz. Il est le premier à traverser les Pyrénées par la voie des airs, en 1912 en 35 minutes entre Saint-Sébastien et Hendaye. En 1912 il est aussi le premier à survoler la plage de la Concha à Saint-Sébastien, année où il construit encore de ses propres mains un avion. Le 30 avril 1913, il est toujours le premier à survoler les îles Canaries sur son Blériot XI de 25CV, alors que sa femme Sara Somach s'apprête à passer son brevet de pilotage contre son gré. Entre autres premières, il effectue des raids Valladolid-Salamanque et retour, Pampelone-Tudela-Tafalla et retour, et Pontevedra-Vigo-Saint-Sébastien-Hendaye et retour, ce qui lui vaut parmi d'autres récompenses une Coupe de Salamanque, et une autre de l'Hôtel de ville de Madrid.

### Pilote automobile

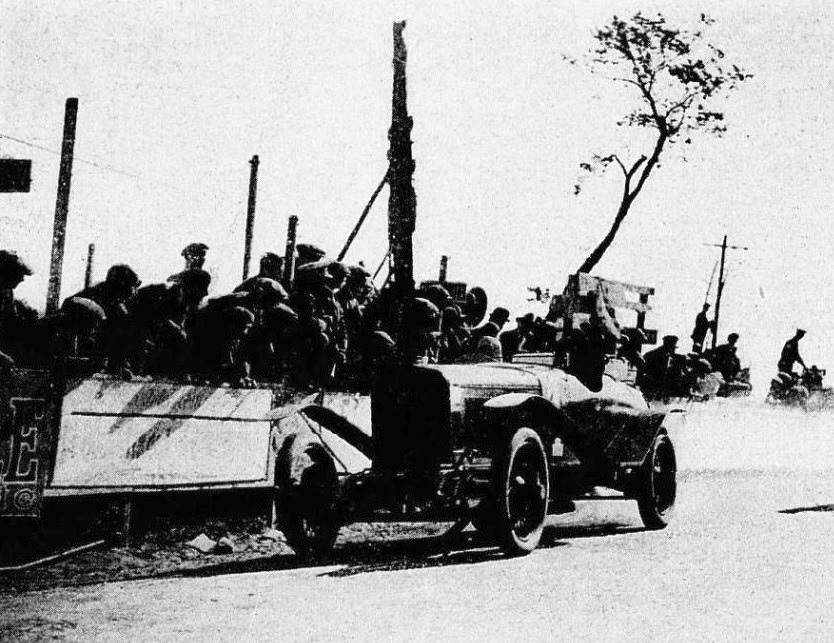
Léonce Garnier sur Hispano-Suiza…

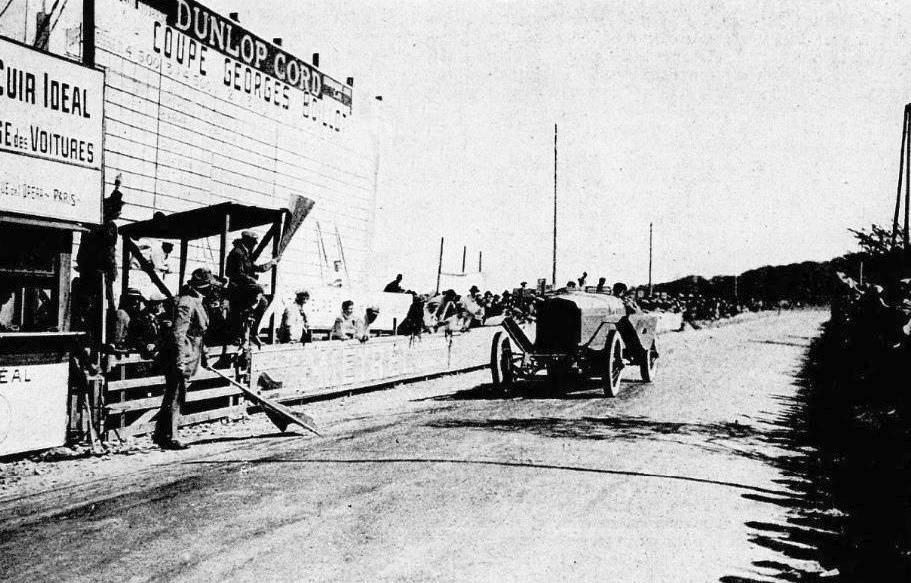
… vainqueur absolu de la Coupe G. Boillot 1923.

Français concessionnaire exclusif Talbot et Citroën pour Saint-Sébastien après la guerre, il dispute en 1923 deux compétitions automobile d'importance pour l'époque sur Hispano-Suiza, ce constructeur implanté en France et d'origine espagnole étant plutôt encore réputé alors pour ses plus de 25 0000 moteurs d'avion ayant durant la Première Guerre mondiale essentiellement équipé des SPAD.
À la fin du mois de juillet, Garnier dispute le premier Gran Premio de Turismos de San Sebastián (ou Gran Premio de Guipuscoa) sur le circuit de Lasarte. André Dubonnet y remporte la catégorie 5 des plus de 4,5 l devant Garnier, le troisième de classe étant Boyriven toujours pour le constructeur qui signe là un triplé alors qu'il cherche à lancer ses voitures de luxe, Rafael Vierna le quatrième ayant dû abandonner. Les trois hommes conduisent de lourdes et puissantes 8,0 l 6 cylindres de 160 Ch. Ce sont des pilotes privés clients de la marque. Dubonnet obtient le record du tour à 113,3 km/h, ayant dû couvrir 25 boucles de circuit, soit près de 445 kilomètres en pratiquement 5 heures. Quatre semaines plus tard, deux des quatre hommes ici présents vont se retrouver dans le nord de la France.
Au début du mois de septembre 1923, Garnier remporte le classement général de la course de voitures de sport du meeting de Boulogne-sur-Mer, se voyant alors remettre la Coupe du « Sportsman » (la Coupe Georges Boillot proprement dite étant attribuée au Belge André Pisart à ses dépens, car il a effectué un ravitaillement en carburant peu avant la fin de course), sur Hispano-Suiza H6 4,5 l « Type Boulogne » (nom donné à la voiture après la victoire au meeting du même nom déjà cité), devant Boyriven. La foule le porte pour la deuxième fois de sa vie en triomphe à l'arrivée. Les autres pilotes Hispano-Suiza présents ce jour-là sont Boyriven, Jean Chassagne et Robert Masse pour la catégorie 5,0 l. Il finit encore onzième et dernier classé du Grand Prix de l'ACF 1924 (sur Bugatti, sous le prénom de Leonico).

### Hommages
Une rue porte le nom de Garnier, à Anglet, et pour le centenaire du survol des Canaries une plaque commémorative a été apposée en avril 2013 sur l'un des murs de la Plaza del Aviador Garnier à Las Palmas de Gran Canaria. La municipalité a décidé ensuite d'installer une réplique de l'avion de Garnier au rond-point près de l'Auditorium Alfredo Kraus, à côté de la plage de Las Canteras (où fut donné un spectacle de grand air à l'occasion du centenaire de l'aviation dans les îles). Pour la même raison, Correos a mis en circulation, toujours en 2013, un timbre commémoratif d'une valeur de 52 cents destiné à devenir objet de collection.

## Notes et références

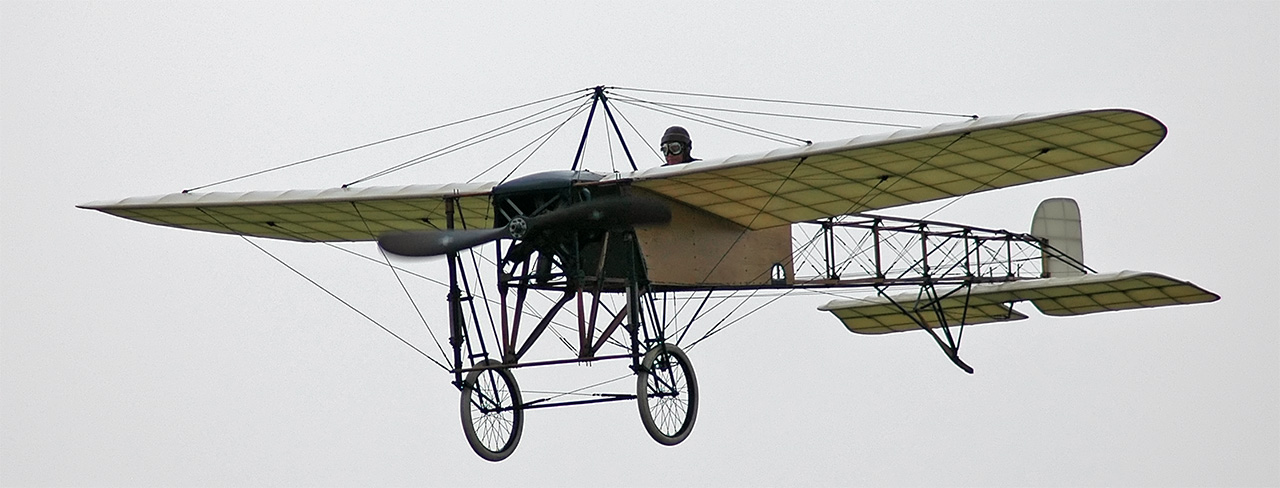
Un Blériot en action.